# Kámen (powiat Pelhřimov)
Kámen – gmina w Czechach, w powiecie Pelhřimov, w kraju Wysoczyna.
1 stycznia 2017 gminę zamieszkiwało 267 osób, a ich średni wiek wynosił 43,9 roku.